# Javiera Morales
Javiera Ignacia Morales Alvarado (Punta Arenas, 16 de noviembre de 1983) es una abogada y política chilena, militante del Frente Amplio (FA). Desde marzo de 2022 se desempeña como diputada por el distrito N°28 de la Región de Magallanes y de la Antártica Chilena.

## Biografía

### Vida Familiar y Estudios
Es hija de Galmier Morales Delgado y de Virginia Alvarado Arteaga. Además, bisnieta de Raúl Alvarado, quien fue gobernador de Última Esperanza en el gobierno de Salvador Allende. Realizó sus estudios primarios y secundarios en el Colegio Charles Darwin de Punta Arenas (1990-2001). En 2002 ingresó a la Universidad de Chile a estudiar Derecho, logrando su título de abogada en 2010. Luego, en 2013 se va a Londres a realizar un máster en Teoría Política (MSc in Political Theory) en London School of Economics, en 2014 ingresa a University College London, donde realiza su segundo máster en Democracia y Políticas Comparadas (MSc in Democracy and Comparative Politics), egresa en 2015. En 2018 se casó y tuvo dos hijos mellizos, Salvador y Maximiliano.

### Trayectoria Profesional
En 2016 comienza a trabajar como Asesora Legislativa en el Ministerio de Educación, durante la Presidencia de Michelle Bachelet Jeria. En 2019, comienza a hacer clases de Derecho Constitucional en la Universidad de Magallanes hasta que comienza su rol como parlamentaria. 

### Trayectoria política
En las elecciones a la Convención Constituyente 2021, participó como candidata independiente de Convergencia Social. Posteriormente, en las elecciones parlamentarias de 2021 fue candidata a diputada por el Distrito 28 dentro del Pacto Frente Amplio como independiente del partido Convergencia Social, por el período 2022-2026, siendo elegida con 4.563 votos (7%) de los 13,5% que logró el pacto electoral de Apruebo Dignidad. De manera paralela, Javiera participó activamente en la campaña de Apruebo Dignidad en la elección presidencial del Presidente Gabriel Boric. 
El 11 de marzo de 2022 prometió ante la Cámara como Diputada de la República y actualmente integra la Comisión Permanente de Gobierno Interior, Nacionalidad, Ciudadanía y Regionalización; Comisión Permanente de Derechos Humanos y Pueblos Originarios, y la de Zonas Extremas y Antártica Chilena. 

## Historial electoral

### Elecciones de convencionales constituyentes de 2021
- Elecciones de convencionales constituyentes de 2021, para convencional constituyente por el distrito 28 (Antártica, Cabo de Hornos, Laguna Blanca, Natales, Porvenir, Primavera, Punta Arenas, Río Verde, San Gregorio, Timaukel, Torres del Paine)[1]

| Candidato                    | Pacto                                | Partido | Votos | %    | Resultados   |
| ---------------------------- | ------------------------------------ | ------- | ----- | ---- | ------------ |
| Mauricio Daza Carrasco       | Regionalismo Ciudadano Independiente | Ind     | 6.188 | 11.3 | Convencional |
| Elisa Giustinianovich Campos | Coordinadora Social de Magallanes    | Ind     | 4.259 | 7.8  | Convencional |
| Rodrigo Álvarez Zenteno      | Vamos por Chile                      | UDI     | 4.197 | 7.7  | Convencional |
| Javiera Morales Alvarado     | Apruebo Dignidad                     | Ind     | 3.029 | 5.5  |              |
| Andrea Pivcevic Cortese      | Magallánicos No Neutrales            | Ind     | 2.695 | 4.9  |              |
| Daniella Panicucci Herrera   | Apruebo Dignidad                     | Ind     | 2.452 | 4.5  |              |

### Elecciones parlamentarias de 2021
- Elecciones parlamentarias de 2021, candidato a diputado por el distrito 28 (Cabo de Hornos y Antártica, Laguna Blanca, Natales, Porvenir, Primavera, Punta Arenas, Río Verde, San Gregorio, Timaukel y Torres del Paine)'.[2]

| Candidato                    | Pacto                          | Partido | Votos  | %     | Resultado |
| ---------------------------- | ------------------------------ | ------- | ------ | ----- | --------- |
| Carlos Bianchi Chelech       | Independiente (Fuera de pacto) | IND     | 26 248 | 40.38 | Diputado  |
| Christian Matheson Villán    | Chile Podemos Más              | IND-EVO | 7230   | 11.12 | Diputado  |
| Javiera Morales Alvarado     | Apruebo Dignidad               | IND-CS  | 4563   | 7.02  | Diputada  |
| Jaime Jelincic Aguilar       | Nuevo Pacto Social             | PR      | 3254   | 5.01  |           |
| Luis Legaza Soto             | Dignidad Ahora                 | PH      | 2990   | 4.60  |           |
| Maximiliano Cárcamo González | Frente Social Cristiano        | PRCh    | 2936   | 4.52  |           |
| Doris Sandoval Miranda       | Apruebo Dignidad               | IND-CS  | 2420   | 3.72  |           |